# 결혼의 법칙
《결혼의 법칙》은 2001년 4월 23일부터 2001년 11월 2일까지 방영된 문화방송 일일연속극이다.

## 기획 의도
각기 다른 세대의 부부들이 일궈나가는 결혼 생활을 통해 가족의 의미와 소중함을 다시 한번 일깨우는 드라마.

## 등장 인물

### 주요 인물
- 손현주: 황복수 역 - 조용순의 장남, 결혼 정보 회사의 유능한 매니저
- 오연수: 고금새 역 - 결혼정보회사의 경리 직원, 황복수의 전 부인
- 지성: 황원수 역 - 조용순의 차남, 설계사
- 이민영: 송공주 역 - 의상실의 디자이너
- 박상아: 고은새 역 - 고금새의 동생, 의상실의 디자이너
- 김진: 송태주 역 - 송공주의 동생, 고은새의 연인
- 고두심: 조용순 역 - 황복수와 황원수의 어머니, 50대 주부
- 한진희: 송내복 역 - 송공주의 아버지, 백수
- 윤미라: 박달자 역 - 송공주의 어머니, 부띠끄 운영
- 나한일: 황달기 역 - 조용순의 시동생, 검도장 운영
- 김해숙: 오미자 역 - 황달기의 초등학교 동창생
- 정혜선: 이선녀 역 - 박달자의 어머니
- 이도경: 조아라 역
- 권이지: 이세미 역 - 송태주의 인연
- 고주희: 한나영 역
- 하승리: 황진이 역 - 황복수와 고금새의 딸
- 선우재덕: 김치국 역

### 그 외 인물
- 강우경 : 김정미 역
- 김소희
- 김연주
- 문회원 : 결혼정보회사 상무 역
- 손민우 : 장영민 역
- 최범호 : 장대웅 역
- 권은아 : 최윤지 역
- 송재윤 : 장석준 역
- 주우 : 장현 역
- 김철기 : 홍석 역
- 강용석 : 정우진 역
- 백종헌 : 강형민 역
- 고정민 : 조미연 역
- 양지선 : 박유미 역
- 이칸희 : 주상희 역
- 최세환 : 이종규 역
- 한미진 : 한나영의 여동생 한미영 역
- 김명희
- 안용근 : 박동환 역
- 박현숙
- 현숙희 : 이숙자 역
- 박현정
- 인교진 : 이민수 역
- 서권순 : 김용숙 역
- 김현숙
- 나재균 : 유재윤 역
- 김홍수
- 정종현
- 김주영 : 서현숙 역
- 구민지 : 이혜정 역
- 조재혁 : 오진우 역
- 박주희 : 유정혜 역
- 송일국
- 홍은희
- 함신영 : 강미진 역
- 민경애
- 정영금 : 조말순 역
- 김신일
- 조명진 : 박수미 역
- 윤희주 : 서정희 역
- 이지수
- 손유경 : 정선화 역
- 손민경 : 장혜진 역
- 양현태 : 배성호 역
- 김석 : 한기찬 역
- 김학준 : 황정호 역
- 유승호
- 고주연 : 박유미 역
- 박성은 : 송인숙 역
- 김현진
- 김태영
- 김건호
- 고태산
- 곽진영
- 윤주상 : 정덕기 역
- 김혜옥 : 이경희 역
- 신귀식 : 조태규 역
- 권성덕
- 변신호
- 강경헌 : 정해원 역
- 한춘일
- 한태일
- 원종례 : 정문희 역
- 이종례
- 인재민
- 이승찬
- 김지희
- 김형찬
- 장희진
- 정용학
- 박기성
- 김옥미
- 이원형
- 이원재
- 최은숙
- 손종범 : 한기준 역
- 권창석
- 전영준
- 염경준
- 박재은
- 김미랑
- 신혜숙
- 임미숙
- 김종엽
- 최형근
- 이현수
- 이지은
- 송성희 → 문보연 → 허성수 → 성인자 : 정혜경 역
- 고용화 : 정혜경의 친구 역
- 조영숙
- 신충식
- 한정훈

## 참고 사항
- 정혜선, 고두심, 오연수 등 이른바 '장수봉 사단'이 다시 뭉친 드라마로, 조명팀 역시 장수봉 PD의 전작인 <춤추는 가얏고>를 같이 한 사람들이다.[1]
- 전작 <온달 왕자들>과 달리, 저조한 시청률을 기록하였는데[2] 조용순(고두심 분)이 황복수(손현주 분) 황원수(지성 분) 두 아들을 두고 있으며 남편의 동생 황달기(나한일 분)와 한 집에 사는 점, 복수의 전 아내 고금새(오연수 분)가 은새(박상아 분)와 자매지간인 데다 은새가 송공주(이민영 분)와 둘도 없는 친구인데 공주가 금새의 전 남편 동생인 원수와 사랑하는 사이인 점, 금새와 속을 터놓고 지내는 사이인 오미자(김해숙 분)가 초등학교 동창을 우연히 만나는데 이 남자가 용순의 시동생 달기였던 점, 용순이 어느 날 여고동창생 박달자(윤미라 분)를 만나는데 달자가 용순의 둘째아들 원수가 좋아하는 공주의 어머니라는 우연성 문제[3], 끊임없이 계속되는 시어머니와 며느리의 싸움이 주요 소재였다는 혹평을 받아온 것이 컸으며[4] 2001년 4월 18일 방송분 중 "학교 때 발표를 시키면 삼천포로 빠져가지고..."라는 대사를 내보내 같은 해 6월 28일 사천시가 MBC에 항의문을[5] 보내기도 했다.